# Ex ungue leonem (эпиграмма)
«Ex ungue leonem» («Недавно я стихами как-то свистнул…») — эпиграмма русского писателя Александра Пушкина, созданная и опубликованная в 1825 году. Она была написана в ответ на серию из трёх анонимных критических статей, опубликованных перед этим в петербургском журнале «Благонамеренный». В них среди прочего содержался личный выпад в сторону Пушкина. Поэт, его окружение и многие пушкинисты приписывали авторство статей редактору журнала Александру Измайлову, однако впоследствии было установлено, что к их созданию был причастен Николай Остолопов. Пушкин обыграл упрёк из статьи: «Страшно, очень страшно! Более же всего напугало меня то, что у господина сочинителя есть когти!» и в ответ написал язвительную эпиграмму, заканчивающуюся стихами: «Он по когтям узнал меня в минуту, / Я по ушам узнал его как раз». В названии и тексте содержится отсылка к крылатому латинскому выражению «Ex ungue leonem» (с лат. — «по когтю льва»), «ex ungue leonem (pingere)» (с лат. — «по когтю изображать льва»), означающее, что по детали можно создать представление о целом, изобразить его в полном виде. 

## История

### Предыстория
25 января 1825 года Александр Пушкин направил своему другу, литератору Петру Вяземскому эпиграмму «Приятелям» («Враги мои, покамест я ни слова…») с просьбой: «Напечатай где-нибудь». Она была написана поэтом во время пребывания в ссылке в Михайловском (август 1824 года — сентябрь 1826 года). Вяземский, связанный в то время с созданным в 1825 году журналом «Московский телеграф» и его издателем Николаем Полевым, сумел пристроить эпиграмму в третьем номере, где её текст был подписан «А. П.». При этом Полевой сменил авторское название на своё — «Журнальным приятелям».
Враги мои! покамест я ни слова…

И, кажется, мой быстрый гнев угас;

Но из виду не выпускаю вас 

И выберу когда-нибудь любого:

Не избежит пронзительных когтей,

Как налечу нежданный, беспощадный.

Так в облаках кружится ястреб жадный 

И сторожит индеек и гусей.
Внесение изменения в заголовок Пушкин не одобрил, в связи с чем послал в петербургскую газету «Северная пчела» сообщение: «…стихи его сочинения, напечатанные в №3 „Моск<овского> телеграфа“ на стр. 215, под заглавием: „К журнальным приятелям“, должно читать просто: „К приятелям“». Этот комментарий появился в газете в № 52 от 30 апреля 1825 года. Своё решение Пушкин объяснил Вяземскому в письме от начала июля 1825 года: «Я послал в „Пчелу“, а не в „Тел<еграф>“ мою опечатку, потому что в Москву почта идёт несносно долго; Полевой напрасно огорчился, [я] ты не напрасно прибавил журнальным, а я недаром отозвался, et le diable nʼy perd rien <и всё один черт — франц.>». 
Литературоведами высказывалось несколько предположений, кто мог стать адресатом эпиграммы. Пушкинист Борис Томашевский пришёл к выводу, что её появление было вызвано раздражением автора в отношении действий кого-либо из друзей: «…возможно, в связи с распространением какой-то клеветы, которую Пушкин приписывал <Ф. И.> Толстому». В свете этого, по наблюдению Томашевского, получает разъяснение комментарий Пушкина по поводу названия стихов, проливающий свет на мотивы автора: его неудовольствие было вызвано поведением приятелей, а не журналистов. Эту точку зрения поддержала Светлана Берёзкина в статье «Почему Фёдора Толстого прозвали „Американцем“?» (2001), хотя в статье «…И сторожит Индеек и Гусей»: (Об адресате эпиграммы Пушкина «Приятелям» (1996) ранее писала, что эпиграмма была направлена против генерал-майора Михаила Орлова, с которым Пушкин общался в Кишинёве и Одессе в период своей южной ссылки (1820—1824). Против «приятельской» версии Томашевского выступила литературовед Татьяна Цявловская, предположившая, что эпиграмма содержит политический подтекст и она направлена против императора Александра I и его «приспешников», среди которых прежде всего имелся в виду Александр Голицын. Пушкин, по её гипотезе, завуалированно отозвался про отставку Голицына с должности министра народного просвещения, что отразилось в черновом варианте — «Один из вас убрался на покой». Литературовед Алина Бодрова в статье об эпиграмме в «Пушкинской энциклопедии» (2020) пришла к выводу, что наиболее вероятно поводом для стихотворения послужили литературные взаимоотношения поэта. По её наблюдению, произведение Александра Сергеевича было направлена против цензоров, и содержит переклички с его эпиграммой «О муза пламенной сатиры!..» (между 1823 и 1825 годами), в котором также содержится угроза скорой расправы («…Всю вашу сволочь буду / Я мучить казнию стыда. / Но если же кого забуду, / Прошу напомнить, господа»). Проанализировав различные версии, Бодрова резюмировала: «Убедительной общепринятой трактовки в отношении адресата эпиграмма до сих пор не получила».

### История создания и публикации
Эпиграмма Пушкина под новым названием Вяземского стала известна в обществе и некоторые журналисты приняли её на своё счёт. Письменный ответ последовал со страниц консервативного в литературном отношении петербургского журнала «Благонамеренный», который издавал баснописец, прозаик, критик Александр Измайлов. Он и его единомышленники критически относились к новым поэтам, и прежде всего это касалось литераторов пушкинского поколения (Антон Дельвиг, Евгений Баратынский, Пётр Плетнёв, Вильгельм Кюхельбекер). В 1823 году Измайлов писал объявляя о подписке на журнал: «Не будут иметь места в Благонамеренном <...> сладострастные, вакхические и даже либеральные стихотворения молодых наших баловней-поэтов». Наиболее резко отзывались о «новой поэзии» Николай Остолопов, Борис Фёдоров, Николай Цертелев, некоторое время их позицию разделял Орест Сомов. Измайлов откликался о молодых поэтах более мягко, особенно на первых порах, при этом выделяя из них с лучшей стороны Пушкина. 
С критикой первых трёх номеров «Московского телеграфа», а также в ответ на эпиграмму Пушкина в журнале Измайлова («Благонамеренный», 1825, № 19) появилась серия статей «Дело от безделья, или Краткие замечания на современные журналы». Относительно Пушкина там указывалось: «Из самого начала сего ужасного осьмистишия открывается, что для сочинителя приятель и враг суть синонимы… Страшно, очень страшно! Более же всего напугало меня то, что у господина сочинителя есть когти!». В последнем предложении содержался прозрачный намёк на характерную деталь внешнего вида поэта — длинные ногти. В ответ на этот выпад Пушкин написал эпиграмму «Ex ungue leonem»:
Недавно я стихами как-то свистнул

И выдал их без подписи моей;

Журнальный шут о ней статейку тиснул,

Без подписи ж пустив её, злодей.

Но что ж? Ни мне, ни площадному шуту

Не удалось прикрыть своих проказ:

Он по когтям узнал меня в минуту,

Я по ушам узнал его как раз.
Время создания эпиграммы установлено на основе почтового штемпеля на авторском беловом автографе (четыре страницы почтовой бумаги большого формата, сложенные в форме письма), направленного из города Опочка Полевому, датируется не позднее 22 июня 1825 года. В печати стихи впервые появились в журнале «Московский телеграф» (1825, часть четвертая, № 13, стр. 43). Ксенофонт, младший брат Николая Полевого и деятельный участник его издания, в своих мемуарах, описывая отношения между журналами «Благонамеренный» и «Московский телеграф», оставил свидетельство появления эпиграммы Пушкина. «На беду свою „Благонамеренный“, по примеру других, потому что иного повода не было, вздумал подсмеяться над „Московским Телеграфом“ и выбрал предметом насмешки стихотворение Пушкина: „Враги мои“ и проч. Обыкновенным своим тоном он говорил: у„ господина сочинителя есть и к о г т и: у, как страшно!“ Пушкин, видимо, вспыхнул, прочитав эту пошлую насмешку, и тотчас полетело к нам, по почте, собственную рукою его написанное…». Приведя текст стихотворения Полевой продолжил: «Это окончательно сделало „Благонамеренный“ неблагонамеренным в отношении к „Московскому Телеграфу“ — по милости Пушкина». 
Относительно того, кто был автором статей «Дело от безделья, или Краткие замечания на современные журналы», а следовательно и адресатом пушкинской эпиграммы, в литературе были выдвинуты несколько версий. Первоначально им признавался Измайлов. В частности, этой точки зрения придерживался Ксенофонт Полевой, который привёл даже подтверждения стилистического характера, доказывающие, что руку к критике Пушкина приложил редактор «Благонамеренного». Долгое время среди литературоведов было распространено такое мнение. Так, литературовед-пушкинист Борис Модзалевский без каких-либо оговорок назвал Измайлова автором критической статьи. Литературовед Борис Томашевский в «Путеводителе по Пушкину» (1931) писал в статье, посвящённой Измайлову, что тот «очень недоверчиво относился к успеху поэзии П<ушкина> и писал о нём с двусмысленными оговорками. Одна из его критических заметок 1825 года вызвала эпиграмму Ex ungue leonem». Распространённой точки зрения на этот вопрос придерживался историк литературы Вадим Вацуро («„Площадной шут“ в пушкинской эпиграмме»; 1986). В сборнике «Пушкин в прижизненной критике» (1996) критические статьи рассматривались два раза. Если в комментарии Екатерины Ларионовой причастность к антипушкинскому высказыванию Измайлова является предполагаемым, то в рассуждении о журнале «Благонамеренный» (Екатерина Губко, Галина Потапова) его авторство не подвергалось сомнению. 
Эту версию опроверг филолог Олег Проскурин. Он установил, что Измайлов уже 6 февраля 1825 года конфиденциально сообщал своему племяннику, писателю и сотруднику «Благономеренного» Павлу Яковлеву, что автором статей является Остолопов. 19 февраля 1825 года он писал тому же корреспонденту: «Дело от безделья, или Замечания на журналы написаны Остолоповым. Mais c'est entre nous. Впрочем, об этом в Вятке никто не поинтересуется». Таким образом пушкинская эпиграмма была ошибочно направлена против Измайлова, а не Остолопова. По этому поводу Проскурин заметил: «Ex ungue leonem — редкий пример эпиграммы (причём блестящей, по праву вошедшей в не такой уж богатый золотой фонд русских образцов жанра!), направленной не по адресу, точнее — не совсем по адресу (поскольку Измайлов, поместивший статью Остолопова в своём журнале, всё-таки так или иначе возлагал на себя часть моральной ответственности за её содержание)... Остолопов, таким образом, потерял редкий шанс войти в бессмертие в качестве объекта пушкинской эпиграммы: он замаскировался так хорошо, что даже Пушкин не признал его — принял его уши за уши Измайлова... Этой пушкинской дешифровкой адресата и оказались введены в заблуждение позднейшие исследователи». 
В названии и тексте содержится отсылка к крылатому латинскому выражению «Ex ungue leonem» (с лат. — «по когтю льва»), «ex ungue leonem (pingere)» (с лат. — «по когтю изображать льва»), означающее, что по малому можно создать представление о целом, изобразить его («нарисовать льва, начав этот рисунок с его когтя»). Чаще всего употребляется в переносном значении: выдающегося человека, мастера можно узнать по результатам его деятельности: творения «говорят» за него, показывают его талант, искусность. В литературе отмечалась взаимосвязь пушкинской характеристики «журнальный шут» с антиизмайловской эпиграммой Баратынского «К Гнедичу, который советовал сочинителю писать сатиры» (1822—1823). Поэт пошёл на этот шаг в качестве ответа на критические нападки в его адрес со стороны сотрудников «Благонамеренного», которые имели место на страницах журнала с 1822 года. В эпиграмме среди прочего были следующие строчки: «Измайлов, например, знакомец давний мой, / В журнале плоский враль, ругатель площадной, / Совсем печатному домашний не подобен, Он милый хлебосол, он к дружеству способен…»
По наблюдению Вацуро, так «или иначе Пушкин отсылал понимающего читателя к старой сатире на Измайлова и его сотрудников, ходившей в списках, наводя его на имя анонимного автора, — и, с другой стороны, как бы солидаризировался с кружком своих друзей в их недавней полемике с Измаиловым. И сам адресат его эпиграммы, без сомнения, должен был понять этот её второй план, ибо сатира Баратынского отнюдь не была секретом, и её знали в измайловском кружке». Проскурин придерживался точки зрения, что Пушкину были хорошо известны стихи Баратынского: «здесь и понятное для немногих (прежде всего для самого Баратынского) приветствие одного опального поэта другому, и знак того, что Пушкин выступает союзником Баратынского в литературной борьбе с кругом „Благонамеренного“, и исполненное тонкой комплиментарности указание на то, что послание Баратынского — это уже как бы классика, закрепившая за обитателями русского Парнаса устойчивые сатирические маски и способная генерировать цитатный фонд». 
Обмен критическими замечаниями между «Московским телеграфом» и «Благономеренным» продолжились и после пушкинских стихов. Полемика прекратилась после прекращения работы журнала Измайлова (октябрь 1826 года). 10 марта 1828 года в газете «Северная пчела» была напечатана анонимная эпиграмма «Послание к Великопольскому, сочинителю „Сатиры на игроков“» («Так элегическую лиру…»). Она сопровождалась примечанием издателя, к которому, как предполагается, мог приложить руку Пушкин, так как его содержание отсылает к его эпиграмме 1825 года: «Имени сочинителя сих стихов не подписываем: ex ungue leonem <по когтям льва (узнают) — лат.>. Изд.».
Отсылка к сатирическим стихам Пушкина содержится в заключительном абзаце статьи Владимира Ленина «Заграничные группки и русские ликвидаторы»: «Напрасная надежда! Русские с.-д. рабочие настолько уже созрели, что сами будут, по большинству, решать судьбы своей организации, с презрением отметая интриги заграничных группок. В немецкой с.-д. печати очень часто пишут члены таких группок с точки зрения этих группок, но узнать „по ушам“ подобную публику совсем не трудно» («За Правду» № 46 от 28 ноября 1913 года).